# Sam Kieth
Samuel Wyatt "Sam" Kieth (11 de enero de 1963) es un dibujante y escritor estadounidense. Es el autor de series como The Maxx y Zero Girl.

## Trayectoria profesional
Sam Kieth comenzó a ser conocido en 1983 por sus trabajos entintando la serie Mage de Matt Wagner; y un año más tarde trabajando también como entintador para la serie Fish Police de Steve Moncuse. En 1989 colaboró con Neil Gaiman para diseñar a su célebre y carismático personaje Sueño, así como para ilustrar las cinco primeras historietas de la serie The Sandman. Ilustró dos volúmenes de Epicuro el sabio de William Messner-Loebs. También dibujó la miniserie de Alien para Dark Horse Comics y un número único de El Increíble Hulk (#368), que lo llevó a colaborar y dibujar numerosas portadas para el proyecto Marvel Comics Presents.

### The Maxx
En 1993 creó The Maxx para Image Comics con la colaboración de Messener-Loebs en los guiones de los primeros quince números y en el número #21 Kieh contó con el guionista Alan Moore como colaborador especial; el resto de los 35 números publicados fueron escritor en su totalidad por Kieth. En 1995 The Maxx se adaptó a una serie animada para MTV en la que Keith fue un asesor. A partir de 2014, la editorial IDW Comics relanzó la serie con un nuevo coloreado y el subtítulo Maxximized recopilada en siete tomos; a partir de 2017, Editorial Ivrea publicó The Maxx en Argentina en castellano rioplatense con base en esta edición.

### DC Comics
Tras hacer una pausa para dedicarse más activamente a la ilustración y a otros intereses, de 2000 a 2001 Kieth creó Zero Girl y su secuela Zero Girl: Se Cierra el Círculo para el sello WildStorm de DC Comics. A esta etapa pertenece también la miniserie dramática en cinco partes Cuatro Mujeres que Kieth escribe e ilustra.
Escribió y dibujó cinco números para Batman: Secretos,[¿cuándo?] la undécima entrega de Leyendas de Batman donde Kieth escribe por primera vez al Joker. Su trabajo posterior en Asilo Arkham: Locura puede entenderse como una continuación de Secretos o como una continuación tardía de Arkham Asylum: A Serious House on Serious Earth (1989), ya que el estilo de McKean parece una de las influencias de Kieth. Asilo Arkham: Locura logró permanecer dos semanas en la lista de best-sellers del New York Times, alcanzando el número 5.
Para DC Comics escribió y dibujó en el 2007 la miniserie de dos números Batman/Lobo: Mortalmente Serio, que continuó en 2009 con Lobo: Autopista el Infierno, escrita por Scott Ian, guitarrista de la banda Anthrax.

### Otros Trabajos
Kieth ha publicado en Oni Press la serie limitada original de dos tomos llamada llamada The Trout-a-Verse, formada por Ojo y My Inner Bimbo, donde se entrelazan las vidas de las protagonistas de sus cómics anteriores, Annie (Ojo), Lo (My Inner Bimbo) y de Danna, Nola, Otto y otros personajes de Keith pertenecientes a la serie The Maxx.
En Inglaterra contribuyó en el semanal de ciencia ficción 2000 AD con material para Judge Dredd. También hizo varias portadas para los números de la reimpresión de Nemesis the Warlock.
Kieth ha realizado arte para la historieta de terror 30 Days of Night para IDW.
IDW también publicó un artbook en dos tomos titulado The Sam Kieth Sketchbooks que aglutina bocetos, pin-ups, miniaturas y dibujos nunca antes publicados del autor en todos sus periodos y usando prácticamente todas las técnicas de dibujo.